# Frank Murphy (athlétisme, 1889)
Pour les articles homonymes, voir Murphy et Frank Murphy.
Frank Dwyer Murphy (né le 21 septembre 1889 à East Chicago et décédé le 11 juin 1980 à Urbana) est un athlète américain spécialiste du saut à la perche. Affilié au Chicago Athletic Association, il mesurait 1,77 m pour 62 kg.

## Biographie

### Palmarès
| Date | Compétition           | Lieu      | Résultat | Performance |
| ---- | --------------------- | --------- | -------- | ----------- |
| 1912 | Jeux olympiques d'été | Stockholm | 3e       | 3,80 m      |

### Records
| Épreuve          | Performance | Lieu | Date |
| ---------------- | ----------- | ---- | ---- |
| Saut à la perche | 3,81 m      |      | 1912 |